# Ivăniș
Ivăniș falu Romániában, Erdélyben, Fehér megyében.

## Fekvése
Havasgáld közelében fekvő település.

## Története
Ivăniş korábban Havasgáld része volt, 1956 körül vált külön 204 lakossal.
1966-ban 212, 1977-ben 191, 1992-ben 116, 2002-ben 97 román lakosa volt.